# Edmund Wilhelm Braun
Edmund Wilhelm Braun, auch E. W. Braun, (* 23. Januar 1870 in Epfenbach; † 23. September 1957 in Nürnberg) war ein deutscher Kunsthistoriker.

## Leben

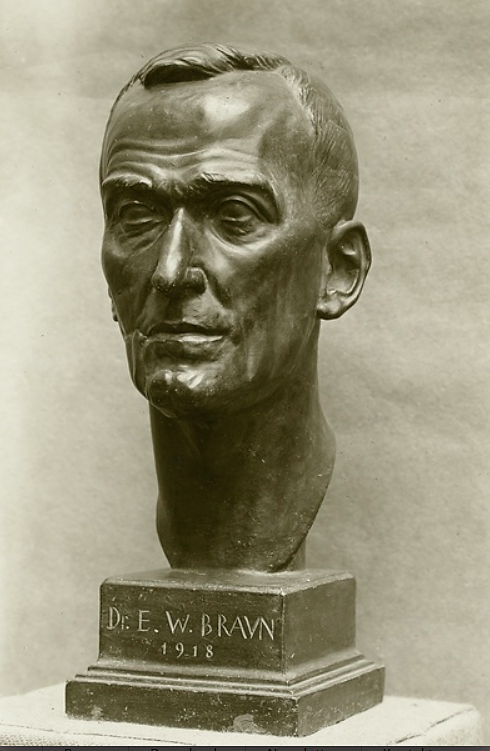
Bronzekopf von Dr. E. W. Braun

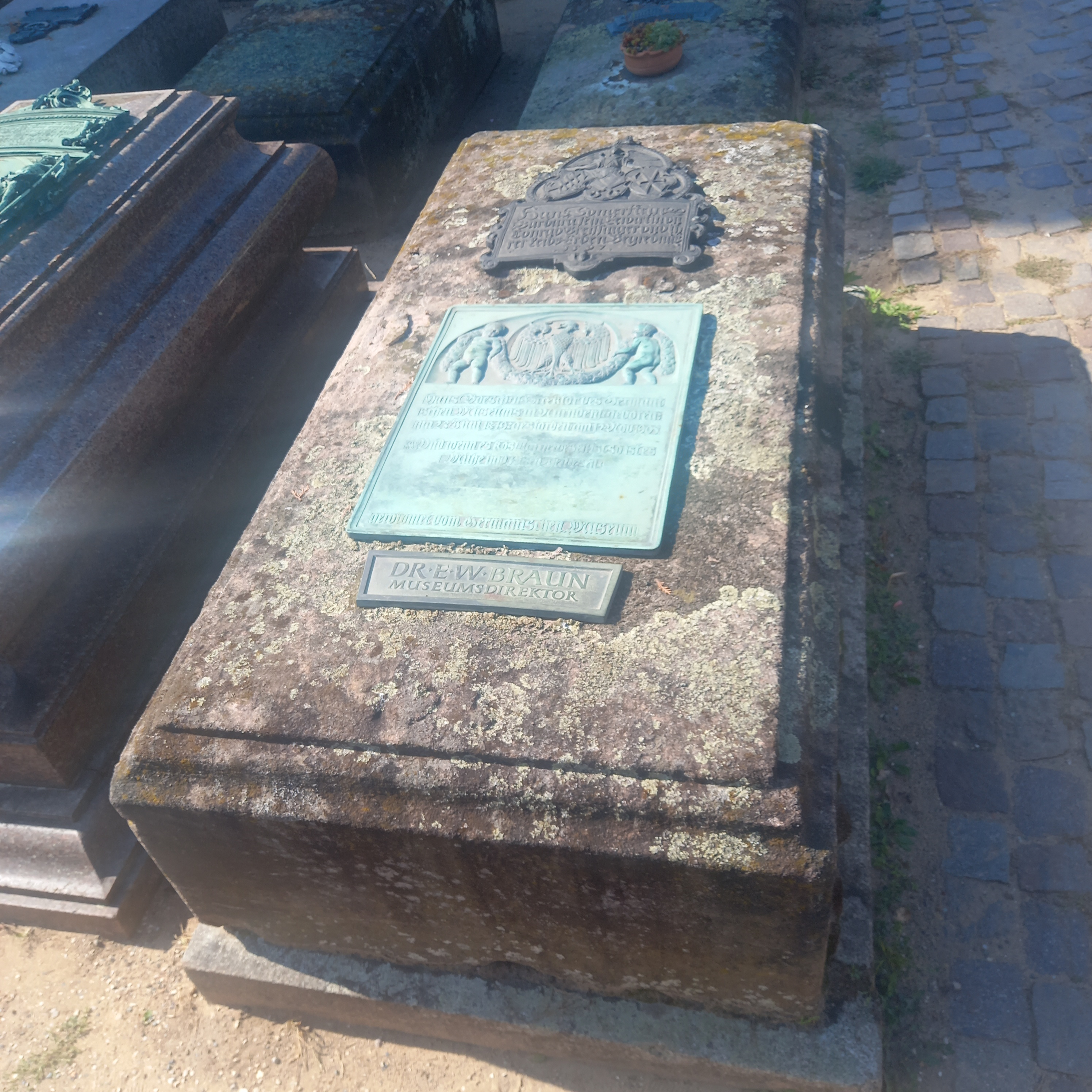
Das Grab von Edmund Wilhelm Braun auf dem Johannisfriedhof (Nürnberg)

Edmund Wilhelm Braun, 1870 als Spross einer Lehrerfamilie in Epfenbach geboren, besuchte zunächst die Elementarschule in Weinheim, bevor er sich nach dem Umzug der Familie nach Freiburg am Berthold-Gymnasium einschrieb. Nach dem Abitur widmete er sich den Studien der Archäologie und Kunstgeschichte an der Universität Freiburg, die er an der Universität Heidelberg fortsetzte, ehe er 1895 den akademischen Grad eines Dr. phil. erwarb.
Edmund Wilhelm Braun begann seine berufliche Laufbahn 1891 als Mitarbeiter am Germanischen Nationalmuseum in Nürnberg. 1893 ging er an das Schlesische Landesmuseum in Troppau, mit dessen Leitung er von 1897 bis zu seiner Pensionierung 1935 betraut war. Dazu hatte er von 1932 bis 1934 die Professur für Kunstgeschichte an der Karl-Ferdinands-Universität in Prag inne. Edmund Wilhelm Braun, der bis 1945 in Troppau blieb, war nach seiner Rückkehr nach Deutschland zuletzt von 1947 bis 1957 als wissenschaftlicher Mitarbeiter am Germanischen Nationalmuseum tätig.
Edmund Wilhelm Braun wich vom traditionellen Museumskonzept der Sammlungen ab und wandte sich dem zeitgenössischen Kunstgeschehen zu. Er unterstützte schlesische Künstler und wirkte als Redakteur der Zeitschrift für Geschichte und Kulturgeschichte Oesterreichisch-Schlesiens. Edmund Wilhelm Braun, der den Verband der deutschen Museen in der Tschechoslowakei präsidierte, wurde 1908 mit dem Franz-Joseph-Orden sowie 1915 mit dem Verdienstorden Philipps des Großmütigen ausgezeichnet. Braun, der als Experte der Gotik, Renaissance und Barock galt, schrieb über 300 Beiträge für in- und ausländische Zeitschriften.
Edmund Wilhelm Braun der viermal verheiratet war, verstarb am 23. September 1957 vier Monate vor Vollendung seines 88. Lebensjahres in Nürnberg.

## Schriften
- Beiträge zur Geschichte der Trierer Buchmalerei im früheren Mittelalter. Trier 1896
- Alt-Troppauer Goldschmiedekunst. 1905
- Die schlesische Kunst unter Kaiser Franz Josef I. In: Jubiläumsnummer der Troppauer Zeitung vom 2. Dezember 1908
- Die Vorbilder einiger 'türkischer' Darstellungen im deutschen Kunstgewerbe des XVIII. Jahrhunderts. 1908
- Der Freiburger Münsterschatz: zwei Wiener Goldschmiedearbeiten aus dem Jahre 1770. 1909
- Die historische Abteilung der schlesischen Handwerkausstellung zu Troppau 1909. In: Zeitschrift für Geschichte und Kulturgeschichte Österreichisch-Schlesiens 5, 1909–1910, S. 71
- Das Tafelsilber des Herzogs Albert von Sachsen-Teschen: Ein Beitrag zur Geschichte der Wiener-Goldschmiedekunst in der Louis Seize-Zeit. 1910
- Die deutschen Renaissanceplaketten der Sammlung Alfred Walcher Ritter von Molthein in Wien. 1918
- Die Silberkammer eines Reichsfürsten : (Das Lobkowitz'sche Inventar) ; Werke deutscher Goldschmiedekunst der Spätgotik und Renaissance. 1923
- Die Begründung der deutsch-böhmischen Porzellan-Fabriken und ihre Entwicklung während des 19. Jahrhunderts. 1940